# Пам'ятки архітектури Бахчисарайського району
У Бахчисарайському районі Криму нараховується 43 пам'ятки архітектури, з них 24 — у місті Бахчисараї. 12 пам'яток — національного значення (з них 2 в Бахчисараї), 12 — місцевого.
| № п/п                  | Обліковій номер | Найменування пам'ятника                                          | дата                            | Місто                              | Розташування | Рішення про взяття на облік | фото |
| ---------------------- | --------------- | ---------------------------------------------------------------- | ------------------------------- | ---------------------------------- | --- | --- | ---- |
| м. Бахчисарай          |                 |                                                                  |                                 |                                    | | |      |
| Національного Значення |                 |                                                                  |                                 |                                    | | |      |
| 1                      | 290-Н           | Печерні міста Чуфут-Кале                                         | VI-XIX ст.                      | Бахчисарай                         | південно-східна околиця міста (колишнє Старосілля), на мисовому плато Столової гори (близько 540 м над рівнем моря)                 | Постанова РМ УРСР від 24.08.1963 р. № 970, діл. № 290/1-7; постанову РМ УРСР від 21.06.1965 р. № 711, діл. № 66; рішення КО від 05.09.1969 р. № 595, уч. № 692; рішення КО від 22.05.1979 р. № 284; рішення КО від 15.01.1980 р. № 16; рішення КО від 20.02.1990 р. № 48; |      |
| 2                      | 010006-Н        | Комплекс Успенського печерного монастиря                         | XIII-XV ст.                     | Бахчисарай                         | південно-східна околиця міста, колишнє Старосілля, західний схил балки Майрум-дере                                                  | Постанова Кабінету Міністрів України від 03.09.2009 № 928; |      |
| Місцевого значення     |                 |                                                                  |                                 |                                    | | |      |
| 1                      | 297-Н           | Дюрбе (Малий восьмигранник)                                      | XV-XVI ст.                      | Бахчисарай                         | пров. Первомайський | Постанова РМ УРСР від 24.08.1963 № 970, діл. № 297 |      |
| 2                      | 288-Н           | Зинджирлі-медресе                                                | 1500 р.                         | Бахчисарай                         | вул. Басенко, 57 | Постанова РМ УРСР від 24.08.1963 № 970, діл. № 288 |      |
| 3                      | 287-Н           | Дюрбе «Хаджи-Гірея»                                              | 1501 р.                         | Бахчисарай                         | вул. Басенко,57 | Постанова РМ УРСР від 24.08.1963 № 970, діл. № 287 |      |
| 4                      | 298-Н           | Дюрбе (кубовидної)                                               | XVI ст.                         | Бахчисарай                         | вул. Будьонного | Постанова РМ УРСР від 24.08.1963 № 970, діл. № 298 |      |
| 5                      | 298-Н           | Мімбар (Ахмед-бея)                                               | XVI ст.                         | Бахчисарай                         | вул. Будьонного | Постанова РМ УРСР від 24.08.1963 № 970, діл. № 298 |      |
| 6                      | -               | Колишня баня                                                     | XVIII-XIX ст.                   | Бахчисарай                         | вул. Затрубченко, 8 | Рішення КО від 05.06.1984 № 284 |      |
| 7                      | 286-Н           | Мавзолей «Ескі-Дюрбе»                                            | XIV ст.                         | Бахчисарай                         | вул. Зої Космодем'янської | Постанова РМ УРСР від 24.08.1963 № 970, діл. № 286 |      |
| 8                      | 4745-АР         | Будівля                                                          | XIX ст.                         | Бахчисарай                         | вул. К.Маркса, 31, літер "А " | Наказ МК України від 20.01.2012 № 45 |      |
| 9                      | -               | Фонтан                                                           | XVIII-XIX ст.                   | Бахчисарай                         | вул. Комунарів, 3 | Рішення КО від 05.06.1984 № 284 |      |
| 10                     | -               | Фонтан                                                           | XIX ст.                         | Бахчисарай                         | вул. Червонофлотська, 35 | Рішення КО від 05.06.1984 № 284 |      |
| 11                     | -               | Палац піонерів                                                   |                                 | Бахчисарай                         | вул. Леніна, 67 | Постанова РМ Криму від 14.12.1992 р. № 261 |      |
| 12                     | -               | Колишня кав'ярня                                                 | XIX ст.                         | Бахчисарай                         | вул. Леніна, 81 | Рішення КО від 05.06.1984 № 284 |      |
| 13                     | 4682-АР         | Будинок житловий                                                 | кінець XIX ст.-Початок XX ст.   | Бахчисарай                         | вул. Македонського, 6а, літер «А»                                                                                                   | Наказ МКтаТ України від 25.10.2010 № 957/0/16-10 |      |
| 14                     | 296-Н           | Дюрбе Мухаммед-Гірея II (Великий восьмигранник)                  | XVI ст.                         | Бахчисарай                         | вул. Нахімова / вул. Будьонного | Постанова РМ УРСР від 24.08.1963 № 970, діл. № 296 |      |
| 15                     | 3493            | Каплиця                                                          | кінець XIX ст.                  | Бахчисарай                         | вул. Партизанська, старе міське кладовище                                                                                           | Постанова Уряду АР Крим від 19.03.1996 № 72 |      |
| 16                     | 3494            | Будинок Пачаджі                                                  | 1908 р.                         | Бахчисарай                         | вул. Пушкіна, 1 (РАГС) | Постанова Уряду АР Крим від 19.03.1996 № 72 |      |
| 17                     | 1229-Н          | Мечеть Тохтли-Джамі (Тахтали-Джамі)                              | 1707 р.                         | Бахчисарай                         | вул. Р.Люксембург, 7 | Постанова РМ УРСР від 06.09.1979 № 442, діл. № 1229 |      |
| 18                     | 4683-АР         | Будівля школи                                                    | XIX ст.                         | Бахчисарай                         | вул. Річкова, 125, літер «А» | Наказ МКтаТ України від 25.10.2010 № 957/0/16-10 |      |
| 19                     | 285-Н           | Ханський палац                                                   | XVI-XIX ст.                     | Бахчисарай                         | вул. Річкова, 133 | Постанова РМ УРСР від 24.08.1963 № 970; Рішення КО від 20.02.1990 № 48 |      |
| 20                     | -               | Мечеть                                                           | XVIII ст.                       | Бахчисарай                         | вул. Севастопольська, 41а | Рішення КО від 22.05.1979 № 284 |      |
| 21                     | -               | Мечеть Ісмі-хан                                                  | XVII-XVIII ст.                  | Бахчисарай                         | вул. Севастопольська, 80 | Рішення КО від 15.04.1986 № 164 |      |
| 22                     | 299-Н           | Дюрбе Мухамед-Шах-бея-Бен-Юде-Султан (старовинне)                | XIV-XV ст.                      | Бахчисарай                         | вул. Фрунзе | Постанова РМ УРСР від 24.08.1963 № 970, діл. № 299 |      |
| Бахчисарайський район  |                 |                                                                  |                                 |                                    | | |      |
| Національного значення |                 |                                                                  |                                 |                                    | | |      |
| 1                      | 1230-Н          | Печерний монастир «Качі-Кальон»                                  |                                 | Верхореченська с/р, с. Баштанівка  | правий берег р.. Качи | Постанова РМ УРСР від 06.09.1979 р. № 442, діл. № 1230; Рішення КО від 05.09.1969 р. № 595; уч. № 715 |      |
| 2                      | 295-Н           | Печерні міста «Тепе-Кермен»                                      | V-VIII ст.                      | Верхореченська с/р, с. Кудріно     | за 1,5 км на північ від села, на вершині стоїть окремо Столовидної гори                                                             | Постанова РМ УРСР від 24.08.1963 р. № 970, уч. № 295; Постанова РМ УРСР від 21.07.1965 р. № 711, діл. № 64; рішення КО від 05.09.1969 р. № 595; уч. № 693; рішення КО від 22.05.1979 р. № 284 |      |
| 3                      | 1232-Н          | Архангельська церква (руїни)                                     | 1328 р.                         | Верхореченська с/р, с. Кудрино     | східна околиця | Постанова РМ УРСР від 06.09.1979 № 442 |      |
| 4                      | 1233-Н          | Печерне місто «Киз-Кермен»                                       | VIII-IX ст.                     | Верхореченська с/р с. Машино       | за 3,0 км на захід від села, на плато, витягнутого на південь скелястого мису Киз-Кулле-Бурун, що простягається над долиною р. Качі | Постанова РМ УРСР від 06.09.1979 р. № 442, уч. № 1233; рішення КО від 05.09.1969 р. № 595; уч. № 694; рішення КО від 22.05.1979 р. № 284 |      |
| 4                      | 1231-Н          | Церква Йоана Предтечі (руїни)                                    | XIV-XV ст.                      | Верхореченська с/р, с. Верхоріччя  | східна околиця села | Постанова РМ УРСР від 06.09.1979 № 442 |      |
| 5                      | 010008-Н        | Археологічний комплекс «Усть-Альмінський»: городище та некрополь | III ст. до н. е.-III ст. н. е.  | Песчанівська с/р, с. Піщане        | в 1,0-1,5 км на північний захід від села, в гирлі р. Альми                                                                          | Постанова Кабінету Міністрів України від 03.09.2009 р. № 928 |      |
| 6                      | 294-Н           | Печерні міста «Ескі-Кермен»                                      | VI-XIV ст.                      | Красномакська с/р, с. Красний Мак  | 5,0 км на південь від села, на плато стрімчастому їдальнею гори                                                                     | Постанова РМ УРСР від 24.08.1963 р. № 970, уч. № 294; Постанова РМ УРСР від 21.07.1965 р. № 711, уч. № 61; Рішення КО від 05.09.1969 р. № 595; уч. № 691; Рішення КО від 22.05.1979 р. № 284; Рішення КО від 20.02.1990 р. № 48; Держ. реєстр нац. культ. спадщини (пам'ятники історії, монументального мистецтва та археології), затверджений наказом МКіМ України від 15.06.1999 р. № 393, додаток 3, номер за реєстром 3732 |      |
| 7                      | 293-Н           | Зміцнення «Киз-Кулле»                                            | X-XIV ст.                       | Красномакська с/р, с. Красний Мак  | за 6,0 км на північний захід від села, на північно-східному краю плато Топшана                                                      | Постанова РМ УРСР від 24.08.1963 р. № 970, уч. № 293; рішення КО від 05.09.1969 р. № 595; уч. № 709; рішення КО від 20.02.1990 р. № 48. |      |
| 8                      | 1234-Н          | Печерний храм «донаторів»                                        | XII-XVI ст.                     | Красномакська с/р, с. Красний Мак  | за 7,0 км на захід від села, в скелі розділяє балку на два рукави                                                                   | Постанова РМ УРСР від 21.07.1965 р. № 711, уч. № 62; Постанова РМ УРСР від 06.09.1979 р. № 442, уч. № 1234; рішення КО від 05.09.1969 р. № 595; уч. № 720; рішення КО від 22.05.1979 р. № 284 |      |
| 9                      | 292-Н           | Печерні міста «Мангуп»                                           | VI-XVIII ст.                    | Красномакська с/р, с. Ходжа-Сала   | гора Мангуп | Постанова РМ УРСР від 24.08.1963 р. № 970, уч. № 292; Постанова РМ УРСР від 21.07.1965 р. № 711, діл. № 63; рішення КО від 05.09.1969 р. № 595; уч. № 696; рішення КО від 20.02.1990 р. № 48; Держ. реєстр нац. культ. спадщини (пам'ятники історії, монументального мистецтва та археології), затверджений наказом МКіМУкраїни від 15.06.1999 р. № 393, додаток 3, номер за реєстром 373                                      |      |
| 10                     | 1235-Н          | Печерний монастир «Челтер-Коба»                                  | VIII-XV ст.                     | Куйбишевська с/р, с. Мале Садове   | в одному з урочищ, які є відгалуженням Бельбекської долини                                                                          | Постанова РМ УРСР від 06.09.1979 р. № 442, діл. № 1235; рішення КО від 05.09.1969 р. № 595; уч. № 716; рішення КО від 22.05.1979 р. № 284; Держ. реєстр нац. культ. спадщини (пам'ятники історії, монументального мистецтва та археології), затверджений наказом МКіМ України від 15.06.1999 р. № 393, додаток 3, номер за реєстром 3733                                                                                       |      |
| Місцевого значення     |                 |                                                                  |                                 |                                    | | |      |
| 1                      | -               | Церква св. Луки                                                  | 1903 р.                         | Верхореченська с/р                 | 4,0 км на північний захід від с. Верхоріччя, на правому березі річки Кача (поблизу колишнього с. Лаки)                              | Рішення КО від 05.06.1984 № 284 |      |
| 2                      | -               | Колишня церква (руїни)                                           | перебудований в кінці XIX ст.   | Верхореченська с/р                 | в 1,3-1,4 км на південь від с. Синапне                                                                                              | Рішення КО від 05.06.1984 № 284 |      |
| 3                      | -               | Комплекс колишнього Юсуповського палацу                          |                                 | Голубинська с/р, с. Соколине       | вул. Леніна, 40 (школа-інтернат), 1) літер «В»; 2) літер "Б "                                                                       | Рішення КО від 22.05.1979 № 284 |      |
| 4                      | -               | Мечеть Кутлерська                                                |                                 | Голубинська с/р, с. Соколине       | вул. Титова | Постанова РМ Криму від 14.12.1992 № 261 |      |
| 5                      | -               | Мечеть                                                           | кінець XVIII ст.                | Голубинська с/р, с. Соколине       | вул. Фрунзе, 29 | Рішення КО від 22.05.1979 № 284 |      |
| 6                      | -               | Фонтан з арабською в'яззю на фронтоні                            |                                 | Куйбишевська с/р, с. Новоульяновка | 6,0 км на південний схід від села, на місці колишнього пос. Адим-Чокрак (с. Витоки)                                                 | Постанова РМ Кримської АРСР від 17.07.1991 № 171 |      |
| 7                      | -               | Житловий будинок Н. А. Говорова (Топалова)                       | кінець XIX ст. — початок XX ст. | Куйбишевська с/р, с. Танкове       | | Рішення КО від 20.02.1990 № 48; Постанова РМ АР Крим від 04.05.1998 № 121 |      |
| 8                      | -               | Катерининська миля                                               | 1787 р.                         | Почтовська с/р, с. Новопавлівка    | 23-й км шосе Сімферополь-Бахчисарай                                                                                                 | Рішення КО від 22.05.1979 № 284 |      |
| 9                      | -               | Дюрбе (мавзолей)                                                 | XVII-XVIII ст.                  | Теністовська с/р, с. Айвове        | вул. К.Маркса, 16 | Рішення КО від 15.04.1986 № 164 |      |